# Moskaubad

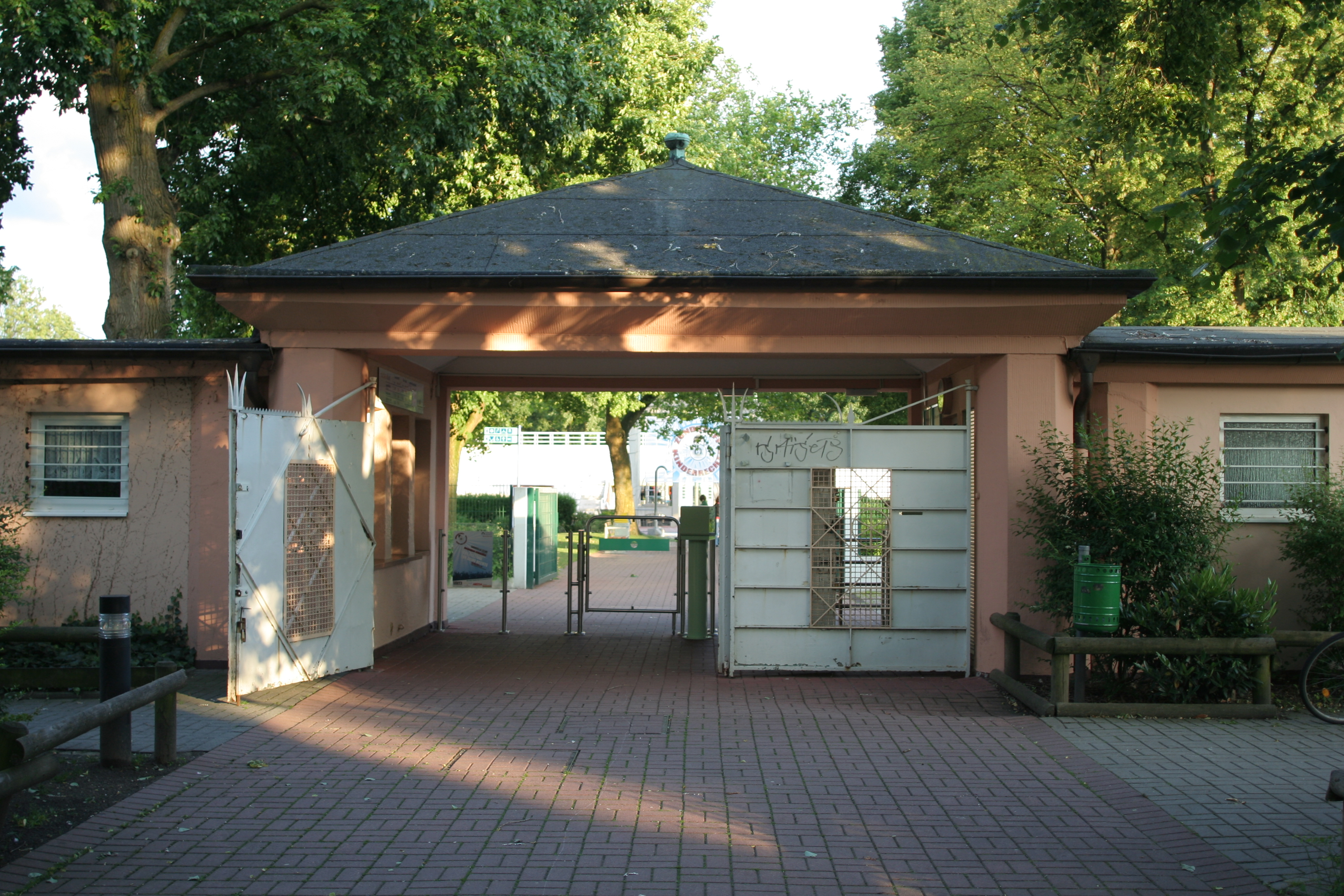
Moskaubad, Eingangsbereich

Das Moskaubad ist ein öffentliches Schwimmbad im Osnabrücker Stadtteil Wüste. Es wurde 1926 als Freibad mit dem Namen Moskau eröffnet. Nachdem es 1933 in Neustädter Freibad umbenannt wurde, erhielt das Bad bei umfangreichen Umbau- und Sanierungsmaßnahmen Ende der 1990er Jahre unter anderem eine Kleinschwimmhalle und seinen alten Namen zurück. Das kombinierte Hallen- und Freibad wird jährlich von rund 250.000 Gästen besucht. Betrieben wird es heute von den Stadtwerken Osnabrück.

## Geschichte
1925 begannen die Planungen für das Bad. Zentrales Element war die parallel zum 100-Meter-Becken verlaufende Tribüne. Weiterhin abgetrennt waren das Frauenbad, das Familienbad sowie ein Nichtschwimmerbereich. Eine besondere Attraktion war der Zehn-Meter-Sprungturm. Hinter der Tribüne befand sich ein Vorwärmbecken. Nach nur wenigen Monaten Bauzeit wurde das Freibad am 7. August 1926 feierlich eröffnet. Es war zu dieser Zeit eine der ersten öffentlichen Erholungseinrichtungen der Stadt. Die Bevölkerung nahm es rasch an, am 5. September 1926 wurde mit 10000 Gästen ein erster Besucherrekord aufgestellt.
Die Türme am Rande der Tribüne wurden erst später fertiggestellt. 1933 erhielt das Freibad den Namen Neustädter Freibad. Im Vorfeld zu den Olympischen Spielen 1936 in Berlin wurde das Schwimmbecken in zwei 25-Meter- und ein 50-Meter-Becken eingeteilt. Bei kaltem Winterwetter dienten die Schwimmbecken bis zum Zweiten Weltkrieg als Eisbahn. Während des Krieges wurde das Bad schwer zerstört. Die Bomben galten vor allem der in der Nähe des Schwimmbades befindlichen Bahnlinie. Eine Luftmine brachte den Sprungturm zum Einsturz. Nach dem Krieg ließ die britische Militärregierung das Bad wiederherstellen, ab August 1947 war es wieder nutzbar.
In den 1990er Jahren machte der zunehmend marode und technisch veraltete Zustand des Freibads umfangreiche Sanierungsmaßnahmen erforderlich. Nach längeren Bauarbeiten wurde es 1997 mit einer weitgehend neu gestalteten Badeanlage wieder eröffnet. So wurde beispielsweise die Einteilung der Schwimmbecken neu vorgenommen und der ehemalige Zehn-Meter-Sprungturm durch eine Drei- und Ein-Meter-Sprunganlage ersetzt. Neben den Schwimmbecken gibt es Attraktionen wie eine 76-Meter-Wasserrutsche, ein Wellenbecken und eine Regengrotte. 1998 wurde eine Kleinschwimmhalle mit 25-Meter-Variobecken und Ganzjahresaußenbecken in Betrieb genommen. Bei den Bauarbeiten der Schwimmhalle stieß man auf eine Bombe aus dem Zweiten Weltkrieg, die ohne Zwischenfälle entschärft wurde.

## Namensherkunft
Zur Herkunft des Namens Moskau gibt es gegensätzliche Meinungen. Nach einer weit verbreiteten Version leitet er sich von einem Kaffeehaus „Moskau“ ab, das sich im 19. Jahrhundert auf dem Gebiet des heutigen Schwimmbads befand. Auch eine Verbindung zum Rückzug Napoleons aus Russland 1812 halten manche für möglich. Eine andere Herkunft wird in Moskau als eine plattdeutsche Bezeichnung für „moosige Aue“ vermutet. Die Tatsache, dass im Ersten Weltkrieg Kriegsgefangene aus Russland in der Wüste ihre Arbeit verrichten mussten, steht höchstwahrscheinlich nicht im Zusammenhang mit dem Namen des Moskaubades, da die Bezeichnung Moskau am heutigen Standort des Schwimmbads schon auf einer Karte von 1880 auftauchte. Bis heute sind unter Einheimischen die Formulierungen, jemand gehe „nach Moskau“ oder „ins Moskau“ für einen Besuch des Bades üblich.